# Strøby Egede
Strøby Egede er en kystby på Sydsjælland med 5.076 indbyggere  (2024) inkl. Strøby Ladeplads.
Strøby Egede er beliggende i Strøby Sogn ved Køge Bugt en kilometer nord for Valløby, fem kilometer sydøst for Køge og seks kilometer øst for Herfølge. Byen tilhører Stevns Kommune og er beliggende i Region Sjælland.
Strøby Egede er kommunens største byområde.
Området var beboet allerede i stenalderen, hvilket fundet af en grav fra slutningen af jægerstenalderen for omkring 6000 år siden, med skeletterne af 3 voksne og 5 børn, vidner om.
Graven, den såkaldte Strøbygrav, er det største og et af de ældste gravfund fra stenalderen og kan ses på Køge Museum.